# Hleďsebe (Králický Sněžník)
Hleďsebe, neboli Výrovník (polsky Puchacz, německy Sieh dich für), je hora v Malosněžnickém hřbetu pohoří Králický Sněžník. Polský název znamená v překladu výr velký, český asi vznikl překladem německého. Údaje o nadmořské výšce se značně liší, v různých mapách můžeme najít údaje 1175 m, 1180 m nebo 1190 m, podle základní mapy 1:10 000 je nejsprávnější ta nejvyšší hodnota. Vrchol leží na hranici s Polskem.

## Hydrologie
Hora leží na hlavním evropském rozvodí. Ze západních, polských svahů odtékají vody do řeky Kladská Nisa a jejích přítoků, např. potok Goworówka a tedy odtéká Baltského moře. Vody z východních svahů odvádějí pravostranné přítoky Moravy, jako je např. Hluboký potok a další a odtékají tedy do Černého moře.

## Vegetace
Vrcholové partie hory jsou porostlé horskými třtinovými smrčinami. V nižších polohách jsou potenciální přirozenou vegetací horské acidofilní bučiny, jednalo by se o smíšené lesy s dominancí buku lesního, smrku ztepilého a jedle bělokoré. V současnosti jsou ale většinou přeměněny na kulturní smrčiny. I když je dnes většina hory zalesněna, najdeme zde i poměrně rozsáhlé bezlesé plochy, zpravidla se jedná o paseky vzniklé kalamitní těžbou hlavně díky imisím. Ty dnes často zarůstají mlazinami smrku, hlavně nad 1100 m je zde vysazován do plastových chráničů také jeřáb ptačí, v nižších polohách i buk lesní, na polské straně byla v minulosti vysazována také borovice kleč, která je v celém pohoří nepůvodní dřevinou.

## Stavby
Ve vrcholových partiích hory a okolí nejsou žádné stavby.

## Ochrana přírody
Oblast vrcholu hory leží už mimo Ptačí oblast Králický Sněžník, a ani není součástí NPR Králický Sněžník ani EVL Králický Sněžník.

## Obrázky

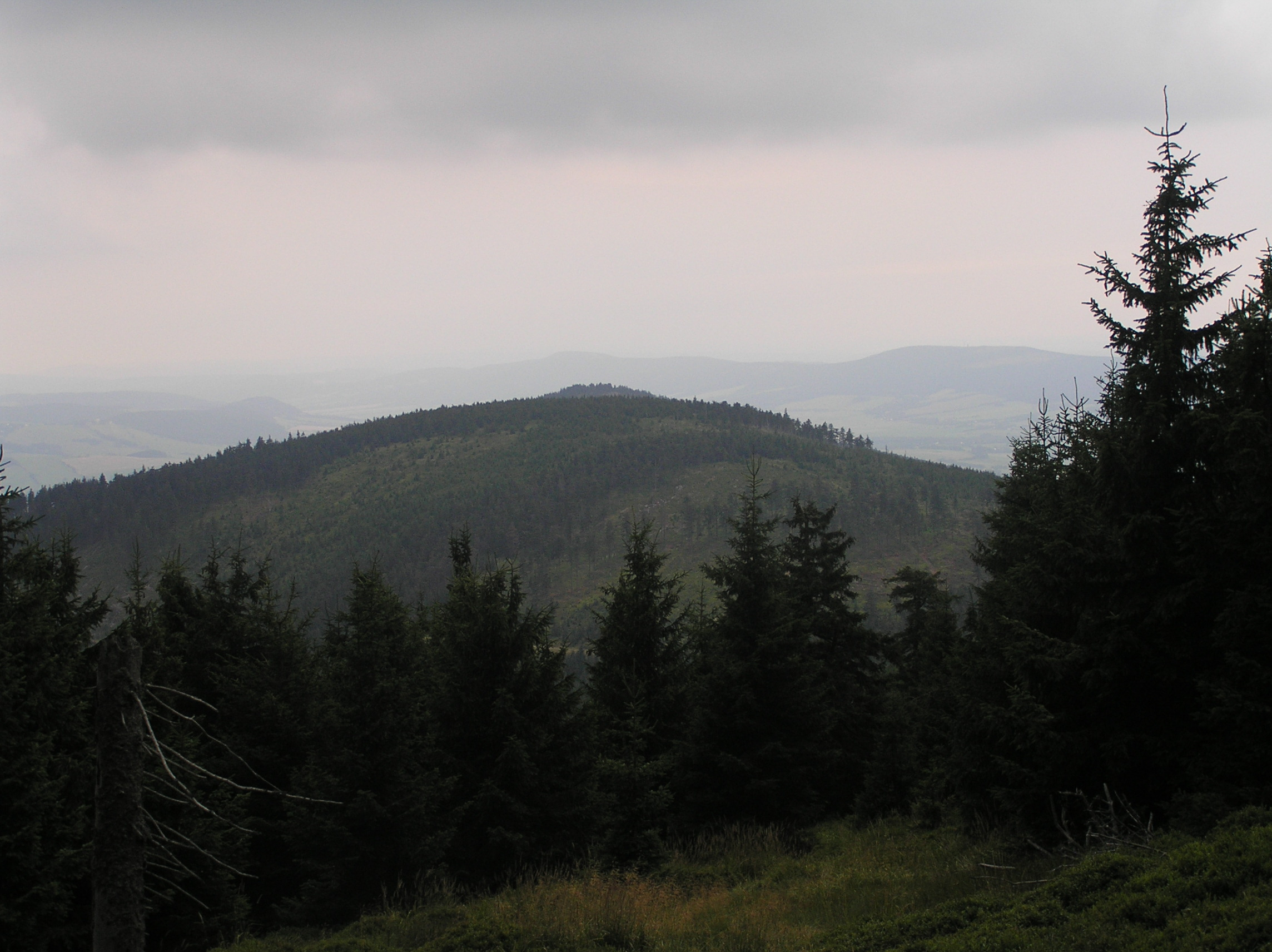
Hleďsebe od severu
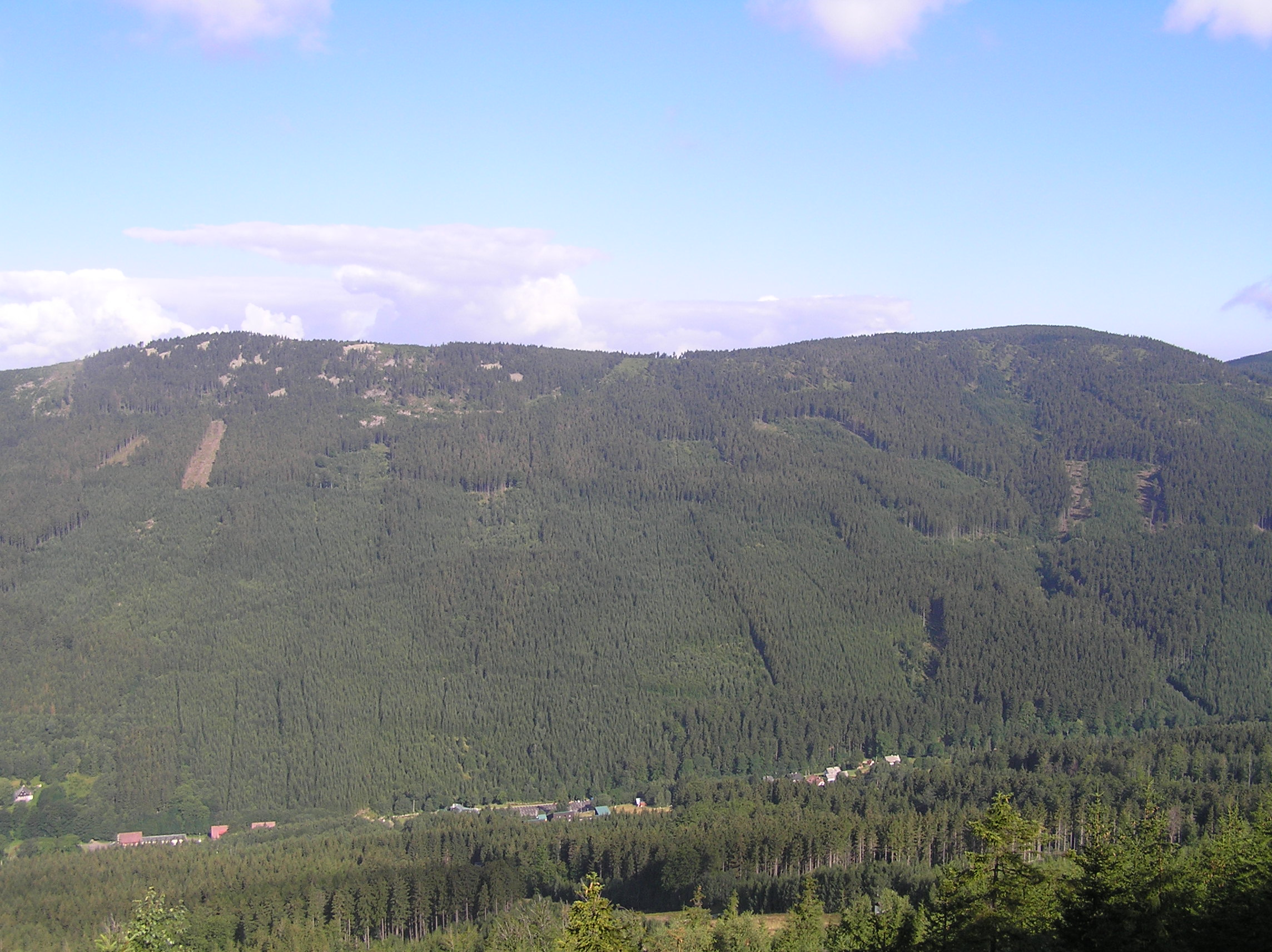
jižní část západniho hřebene z východu, vpravo Hleďsebe, vlevo Klepáč
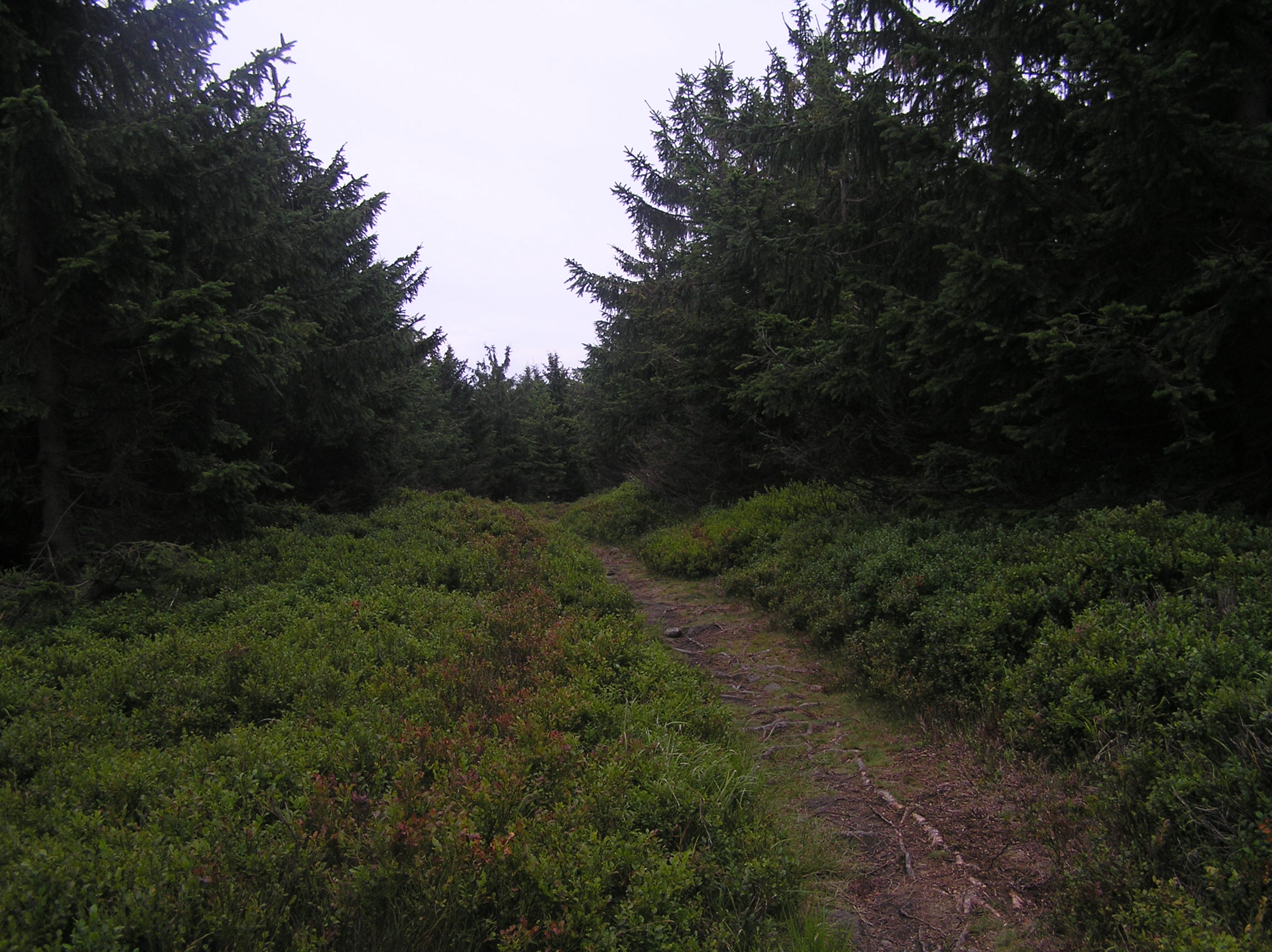
na vrcholu Hleďsebe